# Harry Fuhrmann
Harald Fuhrmann (* 1969 in Berlin) ist ein deutscher Regisseur und Schauspieler.

## Leben
Fuhrmann absolvierte von 1991 bis 1995 ein Schauspielstudium an der Hochschule für Musik und Theater Hamburg. In dieser Zeit war er auch am Thalia Theater Hamburg und an den Hamburger Kammerspielen engagiert.
Von 1996 bis 1998 war er am Theater Lübeck als Schauspieler engagiert, wo er u. a. in Goldonis „Diener zweier Herren“, Millers „Tod eines Handlungsreisenden“ und der Eigenarbeit „Frank & Stein“ zu sehen war. Außerdem leitete er in dieser Zeit den Jugendclub des Hauses und war in dieser Eigenschaft auch als Regisseur tätig.
Von 1998 bis 2002 studierte er Theaterregie an der Hochschule für Schauspielkunst „Ernst Busch“ Berlin. Im Rahmen des Studiums inszenierte er u. a. Szenen aus „Krieg“ von Rainald Goetz, George Taboris „Die Kannibalen“ und „High Noon“, frei nach Motiven des gleichnamigen Westerns („Zwölf Uhr mittags“), am Berliner Arbeiter-Theater. Während dieser Zeit wirkte Fuhrmann auch als Regieassistent an Peter Zadeks Inszenierungen „Der Jude von Malta“ nach Marlowe sowie „Rosmersholm“ von Ibsen am Wiener Burgtheater mit.
2004 gründete Harald Fuhrmann die Theatercompagnie >fliegende fische>, als deren künstlerischer Leiter er seitdem zusammen mit Christiane Wiegand fungiert. Gründungsgedanke der Gruppe ist es, mit ihrem Theater zu den Menschen zu reisen. Immer wieder realisieren die >fliegenden fische> auch interkulturelle Theaterprojekte. Mit der Compagnie unternahm er 2005/06 eine achtmonatige Theaterreise durch Nepal und Indien, 2007/08 folgte dann eine Reise durch Deutschland. Aus den Reiseerlebnissen und den gesammelten Geschichten entwickelte die Gruppe mehrere Stücke.
Gemeinsam mit Christiane Wiegand hat er seitdem mehrere Recherchetheaterprojekte realisiert, u. a. „Die Weber von Augsburg“ am Theater Augsburg und „Das Cottbus-Projekt“ am Staatstheater Cottbus. Am 6. Mai 2017 hatte „Unruhe im Paradies“ am Theater Augsburg Premiere.
Seit 2002 ist er als freier Regisseur tätig und inszenierte u. a. am Nationaltheater Mannheim, am Neuen Theater Halle, am Staatstheater Mainz, am Stadttheater Bern, am Badischen Staatstheater Karlsruhe, am Theater Baden-Baden, am Staatstheater Cottbus, am Theater Augsburg, am Theater Bremerhaven, am Theater Ulm und am Theater Koblenz. Zu seinen Arbeiten zählen u. a. Schillers „Räuber“, „Die Perser“ von Aischylos, „Don Juan“ von Molière, „Vorher / Nachher“ von Schimmelpfennig, Osbornes „Blick zurück im Zorn“, „Ein Sommernachtstraum“, „Warten auf Godot“ von Beckett und „Die Vögel“ von Aristophanes, „Woyzeck“ von Büchner, „Alle meine Söhne“ von Arthur Miller, „Kleiner Mann was nun“ von Fallada, das Musical „Cabaret“, „Bernarda Albas Haus“ von Lorca und „Faust I“ von Goethe.
Bei seinen Inszenierungen arbeitet er seit über zehn Jahren immer wieder mit den Bühnen- und Kostümbildnern Timo Dentler und Okarina Peter zusammen.
2010 unterrichtete er an der „Toi Whakaari New Zealand Drama School“ in Wellington und am „Victorian College of Arts“ in Melbourne/Australien. Außerdem hat er im Ausland zahlreiche Theaterworkshops gegeben, u. a. an der National School of Drama in Delhi, an der KHIO und an der Westerdals School of Arts in Oslo, an der HKU in Utrecht, an der Royal Danish Academy of Fine Arts in Kopenhagen, an der CUT in Mexiko-Stadt und in Teheran. Außerdem unterrichtet er seit 2016 tibetische Künstler am Tibetian Institute for Performing Arts in Dharamsala/Indien.
Seit 2010 arbeitet er auch als Schauspieldozent an der Hochschule für Schauspielkunst „Ernst Busch“.